# 伊吉羅娜
伊吉羅娜（Egilona或Egilo），又名埃吉洛娜，是著名的西哥德貴族，也是西哥德人最后一位王后。她起先是西哥德國王羅德里克的王后(710–11)，然後在羅德里克戰死後，成為安達盧斯地區（al-Andalus）穆斯林總督（wālī）阿卜杜勒‧阿齊茲·穆薩·努賽爾（Abd al-Aziz ibn Musa ibn Nusayr）的妻子（714–16）。她的個性獨立且富裕，名字被阿拉伯語係作家譯為Aylū，也給她起了一個kunya Umm ʿAṣim的稱號。

## 短暫的皇室婚姻
由於伊吉羅娜可能與西哥德國王埃吉卡（Egica）和維蒂扎（Wittiza）有親屬關係。因此在710年，當羅德里克為繼任的正當性煩惱時，決定與伊吉羅娜結婚，藉以鞏自己的地位。然而，他們的婚姻沒有持續太久，羅德里克在第二年對抗穆斯林入侵的瓜達萊特戰役中陣亡。

## 跨文化的再婚生活
伊吉羅娜第二次婚姻開始的時間是不確定的。有可能在阿卜杜勒‧阿齊茲·穆薩·努賽爾正式成为為總督之前，她便已嫁给他了。當時的阿卜杜勒‧阿齊茲還只是征服西哥德王國的穆斯林將軍穆薩·努賽爾（Mūsā bin Nuṣayr）的兒子。此外，我們無法得知伊吉羅娜婚後是否有皈依伊斯蘭教，學者們對此存在著分歧。儘管阿拉伯語和拉丁語的資料都將伊吉羅娜和她的第二任丈夫阿卜杜勒‧阿齊茲描述為能直接溝通，但尚不清楚他們是否真的有能力直接交流。因爲伊吉羅娜所說的是通俗的拉丁方言，並且可能根本没有時間或動機去學習阿拉伯語。同樣，阿卜杜勒‧阿齊茲也可能没有理由學習拉丁語，儘管他都已經因某些對外事務的做法而受到批評。

## 爭議和軼聞
基督教和穆斯林的資料都指向伊吉羅娜應對阿卜杜勒‧阿齊茲被暗殺的事件負責，並且對她個人行為的描述多予以採信。「基督教編年史」中754年的記載：「在已故國王羅德里克的妻子伊吉羅娜女王的建議下，阿卜杜勒‧阿齊茲試圖擺脱他脖子上的阿拉伯枷鎖，想為他自己保留被征服的王國伊比利亞。」
另一方面，9世紀的穆斯林歷史學家阿卜杜勒·阿卡姆（ʿAbd al-Ḥakam）表示他不認為阿卜杜勒‧阿齊茲的死是因為伊吉羅娜（Eglina）「讓他成為基督徒」。因爲他逃避追殺時是選擇清真寺躲藏，而不是教堂；並且在他遭襲時，是背誦出《古蘭經》而不是《聖經》。不過阿卜杜勒·阿卡姆在754年的編年史中確認了伊吉羅娜的確激起阿卜杜勒‧阿齊茲成為國王的野心，敦促他採取行動，重建和她的前夫羅德里克一般的尊榮。相傳Egilona有一頂用她自己的珠寶製成的王冠，强迫她的丈夫阿卜杜勒‧阿齊茲戴它，理由是「没有王冠的國王就是没有王國的國王」。她還試圖讓他的手下在塞維亞向他行頂禮。

## 相關作品
關於伊吉羅娜Egilona的生平和傳說，早已經成為現代戲劇的題材。 1760 年，坎迪多·瑪麗亞·特里格羅斯 (Cándido María Trigueros) 出版了戲劇《 伊吉羅娜，國王羅德里克的遺孀 La Egilona, viuda del rey don Rodrigo》。1785 年，安東尼奧·瓦拉達雷斯·德索托馬約爾 (Antontio Valladares de Sotomayor)也推出的一度類似的作品，名為《La Egilona, viuda del rey don Rodrigo》。1788年在卡洛斯四世加冕典禮上，也演出了一個作者未知的作品《伊吉羅娜，在散文中的英雄劇 La Egilona, drama heroica en prosa》。1845年，古巴劇作家格特魯迪斯·戈麥斯·德·阿韋利亞內達（Gertrudis Gómez de Avellaneda）亦出版了一部名為《Egilona》的戲劇。